# Figuinha-amazônica
Figuinha-ribeirinha ou figuinha-amazónica (Conirostrum margaritae) é uma espécie de ave da família Fringillidae.
Pode ser encontrada nos seguintes países: Brasil e Peru. Seus habitats naturais são: florestas subtropicais ou tropicais húmidas de baixa altitude.